# ATP7A

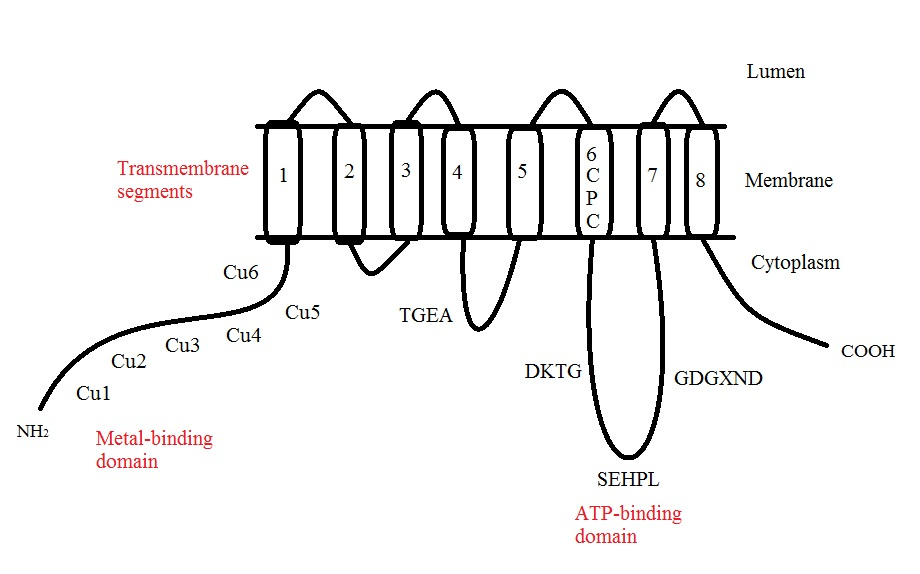
ATP7A je transmembránový protein s několika membránovými doménami

ATP7A je ATPáza typu P, která za spotřeby ATP přenáší před buněčné membrány ionty mědi. Ve střevech přenáší měďné ionty přes bazolaterální membránu střevních buněk. V jiných buňkách se ATP7A obvykle hromadí v Golgiho aparátu, kde slouží jako zásoba mědi pro nově vyráběné enzymy. Na zvýšenou koncentraci mědi reaguje ATP7A tak, že se přesune z Golgi do vnitrobuněčných váčků a na plazmatickou membránu a vynáší přebytečnou měď ven z buněk – aby nedošlo k otravě.

## Onemocnění
Mutace v genu pro ATP7A může vést k závažnému onemocnění způsobenému nedostatkem mědi v těle – tzv. Menkesově chorobě. Při této nemoci nefungují správně některé enzymy, které vyžadují navázané ionty mědi.